# Андриенко, Николай Карпович
Николай Карпович Андриенко (1925—2003) — стрелок 102-го гвардейского стрелкового полка 35-й гвардейской Лозовской Краснознаменной орденов Суворова и Богдана Хмельницкого стрелковой дивизии 8-й гвардейской армии 1-го Белорусского фронта, гвардии ефрейтор — на момент представления к награждению орденом Славы 1-й степени.

## Биография
Родился 15 сентября 1925 года в селе Гельмязов Золотоношского района Черкасской области Украины в крестьянской семье. Украинец. Окончил 8 классов восьмилетней Гельмязовской средней школы. Работал в колхозе.
С началом Великой Отечественной войны остался на оккупированной территории. Был мобилизован на принудительные работы на восстановление железной дороги. Бежал, скрывался в родном селе, пока не был выдан полицаем. Был задержан. Когда его и других жителей села вели на расстрел под город Золотоношу, снова бежал. Продолжал скрываться в селе до прихода Красной Армии.
В сентябре 1943 года добровольцем ушёл на фронт. Был направлен в запасной полк под городом Саратовом, где прошёл военную подготовку, получил специальность пулеметчика. Боевое крещение принял в составе 102-го гвардейского стрелкового полка 35-й гвардейской стрелковой дивизии. В боях в ходе Березнеговато-Снигиревской операции весной 1944 года был ранен. После непродолжительного лечения вернулся в свою дивизию, но уже в 102-й гвардейский стрелковый полк.
В составе этого полка прошёл боевой путь от Ковеля до Берлина. Воевал в составе 3-го Украинского и 1-го Белорусского фронтов. Участвовал в форсировании Западного Буга. На польской земле совместно с танкистами 2-й танковой армии освобождал город Люблин, отличился при форсировании реки Вислы.
1 августа 1944 года со в составе взвода младшего лейтенанта Василенко одним из первых преодолел реку Висла в районе города Магнушев (Польша). 27 десантников-добровольцев стремительным броском овладели вражескими траншеями, захватили важный плацдарм, и более 5 суток удерживали рубеж до подхода главных сил полка. В ходе этих боев молодой пулеметчик Андриенко отбил около десятка атак, уничтожил несколько десятков врагов.
8 августа в районе населенного пункта Михайлув, южнее города Магнушев (Польша), Андриенко скрытно подобрался к пулеметной точке врага и гранатами подавил её, из автомата уничтожил 8 солдат противника.
Приказом по 35-й гвардейской стрелковой дивизии от 23 августа 1944 года за проявленную стойкость и отвагу в боях, успешное форсирование реки Висла и удержание захваченного плацдарма гвардии рядовой Андриенко Николай Карпович награждён орденом Славы 3-й степени (№ 94047).
19 января 1945 года войска 8-й гвардейской армии совместно с 9-м и 11-м танковыми корпусами освободили польский город Лодзь, а через несколько дней выбили врага из Познани и 31 января вышли на реку Одер южнее города Кюстрин. На протяжении семнадцати дней гвардейцы прошли около четырёхсот километров, освободили тысячи населенных пунктов. В этих боях вновь отличился гвардии рядовой Андриенко.
25 января в бою у населенного пункта Оборники, в 25 километрах северо-западнее города Познань (Польша), после гибели минометной обслуги он первым распорядился минометом. Огнём из миномета накрыл пулемет врага, отражая контратаки противника, уничтожил 15 гитлеровцев. Минометчиком сражался и на Кюстринском плацдарме, здесь был принят в ряды ВКП(б)/КПСС.
Приказом по войскам 8-й гвардейской армии за мужество и отвагу в боях на Одерском плацдарме гвардии рядовой Андриенко Николай Карпович награждён орденом Славы 2-й степени (№ 11383).
Утром 16 апреля войска 1-го Белорусского и 1-го Украинского фронтов перешли в решающее наступление заключительной Берлинской наступательной операции. В этих боях Николай вместе с пулеметной обслугой выбил не одну вражескую позицию. Лично уничтожил замеченного им корректировщика артиллерийского огня, который корректировал огонь с высоты по позициям наших сил, что сделало возможным дальнейшее наступление.
27 апреля - 2 мая 1945 года в боях на улицах Берлина, уничтожил нескольких десятков вражеских позиций и нескольких пулеметных гнезд. В числе первых поднимался в атаки, ликвидировал 3 огневые точки врага и свыше 10 солдат. 29 апреля, корректируя огонь минометной батареи, Андриенко засек 75-мм пушку и 2 зенитные установки, которые были затем подавлены. За эти бои был представлен к награждению орденом Славы 1-й степени.
После Победы продолжал службу в армии на территории Германии.
Указом Президиума Верховного Совета СССР от 15 мая 1946 года за образцовое выполнение заданий командования в боях с немецко-фашистскими захватчиками на завершающем этапе Великой Отечественной войны гвардии ефрейтор Андриенко Николай Карпович награждён орденом Славы 1-й степени (№ 658). Стал полным кавалером ордена Славы.
В 1947 году был демобилизован. Вернулся в родное село, работал в сельском потребительском обществе. Уже дома, в 1947 году фронтовику в военкомате был вручен боевой орден Славы 1-й степени.
В 1951 году вернулся в армию, на сверхсрочную службу в 102-й гвардейский противотанково-истребительный Венский полк. Служил в должности старшины батареи. Полк несколько раз менял дислокацию: город Фастов Киевской области, город Золотоноша Черкасской области, город Ахтырка Сумской области. В 1959 году старшина Андриенко уволен в запас.
Переехал на постоянное место жительства в город Полтаву. Работал в производственно-техническом управлении связи до выхода на пенсию в 1985 году. Затем продолжал работать там же до 1990-х годов. Скончался 8 марта 2003 года, на 78-м году жизни. Похоронен в Полтаве, на центральном городском кладбище на Аллее славы.